# كاليدياتو نياكاتي
كاليدياتو نياكاتي (بالفرنسية: Kalidiatou Niakaté) مواليد 15 مارس 1995، هي لاعبة كرة يد فرنسية. حققت المركز الثاني مع فريقها في كأس أبطال الكؤوس الأوروبية لكرة اليد للسيدات موسم 2012-2013.

## روابط خارجية
- كاليدياتو نياكاتي على موقع الاتحاد الأوروبي لكرة اليد (الإنجليزية)
- كاليدياتو نياكاتي على موقع أوليمبيديا (الإنجليزية)